# 烏代什蒂鄉
烏代什蒂鄉（羅馬尼亞語：Comuna Udești, Suceava），是羅馬尼亞的鄉份，位於該國東北部，由蘇恰瓦縣負責管轄，面積76平方公里，海拔高度287米，2002年人口7,638，人口密度每平方公里100人。